# برايان بينيتيز
برايان بينيتيز (بالإسبانية: Brian Benítez)‏ هو لاعب كرة قدم أرجنتيني في مركز الوسط، ولد في 17 أبريل 1996 في مدينة راموس ميخيا في الأرجنتين. لعب مع نادي سان لورينزو.

## وصلات خارجية
- برايان بينيتيز على موقع قاعدة بيانات كرة القدم.إي يو (الإنجليزية)
- برايان بينيتيز على موقع Soccerway.com (الإنجليزية)